# Klooster (gebouw)

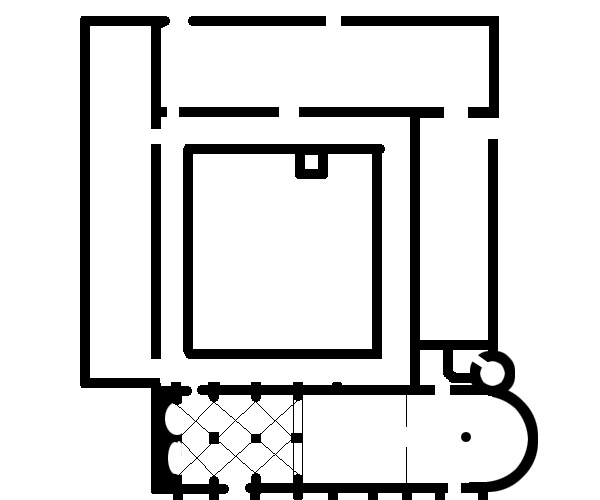
Een typische plattegrond van een klooster. De kloosterkerk (onder) is door de kloostergang (groot vierkant in het midden) verbonden met de verschillende vertrekken zoals de keuken met refter (boven) en de kapittelzaal (rechts).

Een klooster (van het Latijnse claustrum, afgesloten ruimte) is een gebouw of een samenstel van gebouwen dat dient tot huisvesting van een groep of gemeenschap van mannen of vrouwen, vaak monniken of monialen genoemd, die zich uit de wereld heeft teruggetrokken om een godsdienstig leven te leiden.

## Christendom
In de westerse cultuur zijn vooral de kloosters van de katholieke en de oosters-orthodoxe kerken bekend. In het christendom was het kloosterleven oorspronkelijk bedoeld voor mensen die zich wilden terugtrekken uit een zondige wereld om zich aan God te wijden. Kloosters zijn ommuurd. Binnen de oosters-orthodoxe kerk kan men hierdoor soms ook poortkerken tegenkomen; deze poortkerken zijn vaak te vinden boven hoofdpoorten en soms ook boven de stadspoorten.
In de middeleeuwen waren vooral de zelfstandige abdijen vaak intellectuele en economische centra. In een abdij is er een clausuur die enkel toegankelijk is voor de monniken of monialen.
Soms had een klooster het beheer of bestuur over een gebied; dat werd dan wel een sticht of stift genoemd.

### Naamgeving
In de praktijk zijn er drie manieren te onderscheiden voor de naamgeving aan een klooster:
1. Het wordt genoemd naar de orde, bijvoorbeeld minderbroedersklooster of "predikherenklooster". Dit is tegenwoordig niet meer gangbaar.
2. Het wordt genoemd naar een heilige plaats, bijvoorbeeld Jeruzalem, Sion of Cenakel.
3. Het wordt gewijd aan een heilige.

## Boeddhisme
In het theravada-boeddhisme in Thailand is er een traditie van boskloosters, genaamd de Thaise Bostraditie.
In Oost-Azië bestaan boeddhistische kloosters en nonnenkloosters.

## Galerij

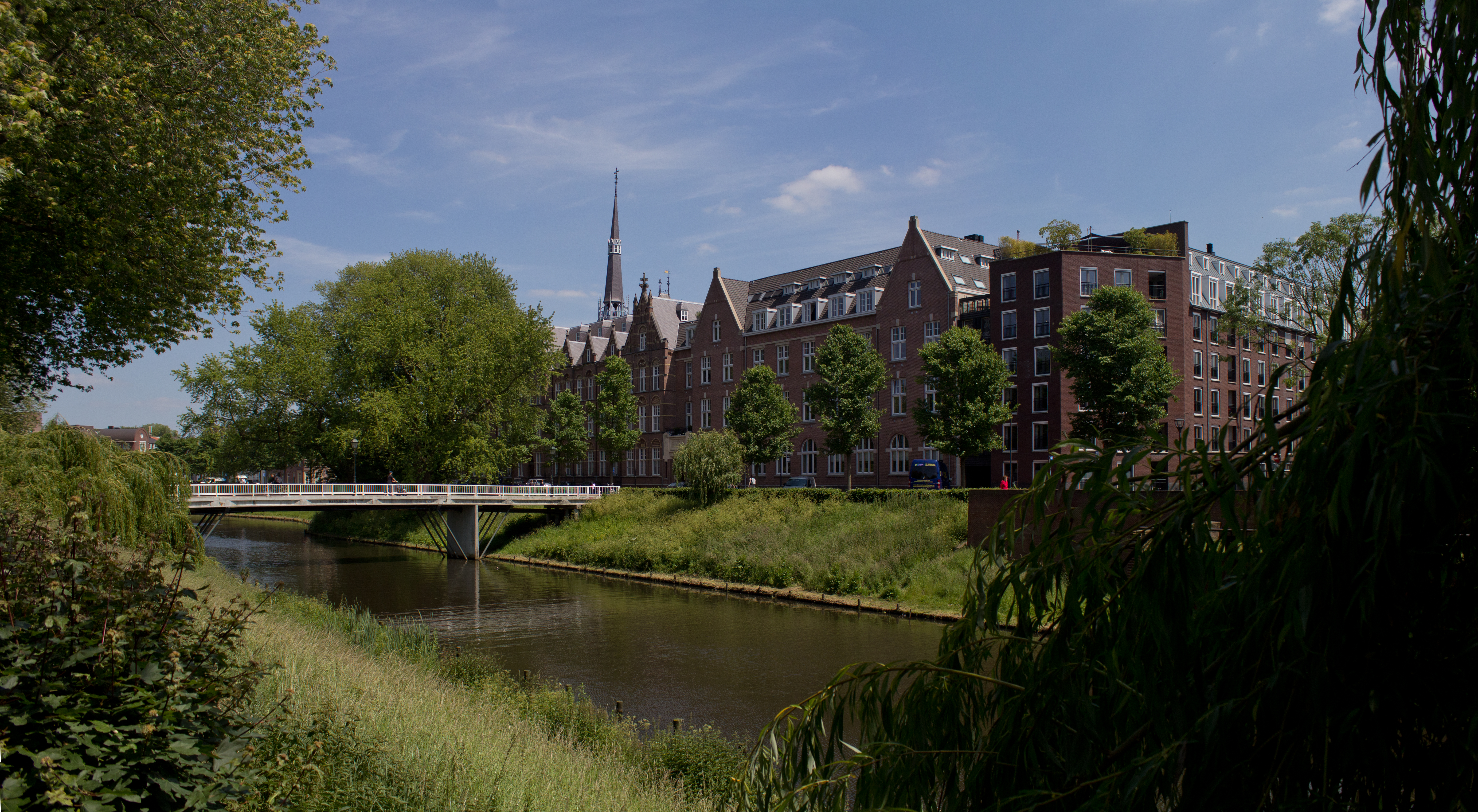
Marienburgklooster in 's-Hertogenbosch
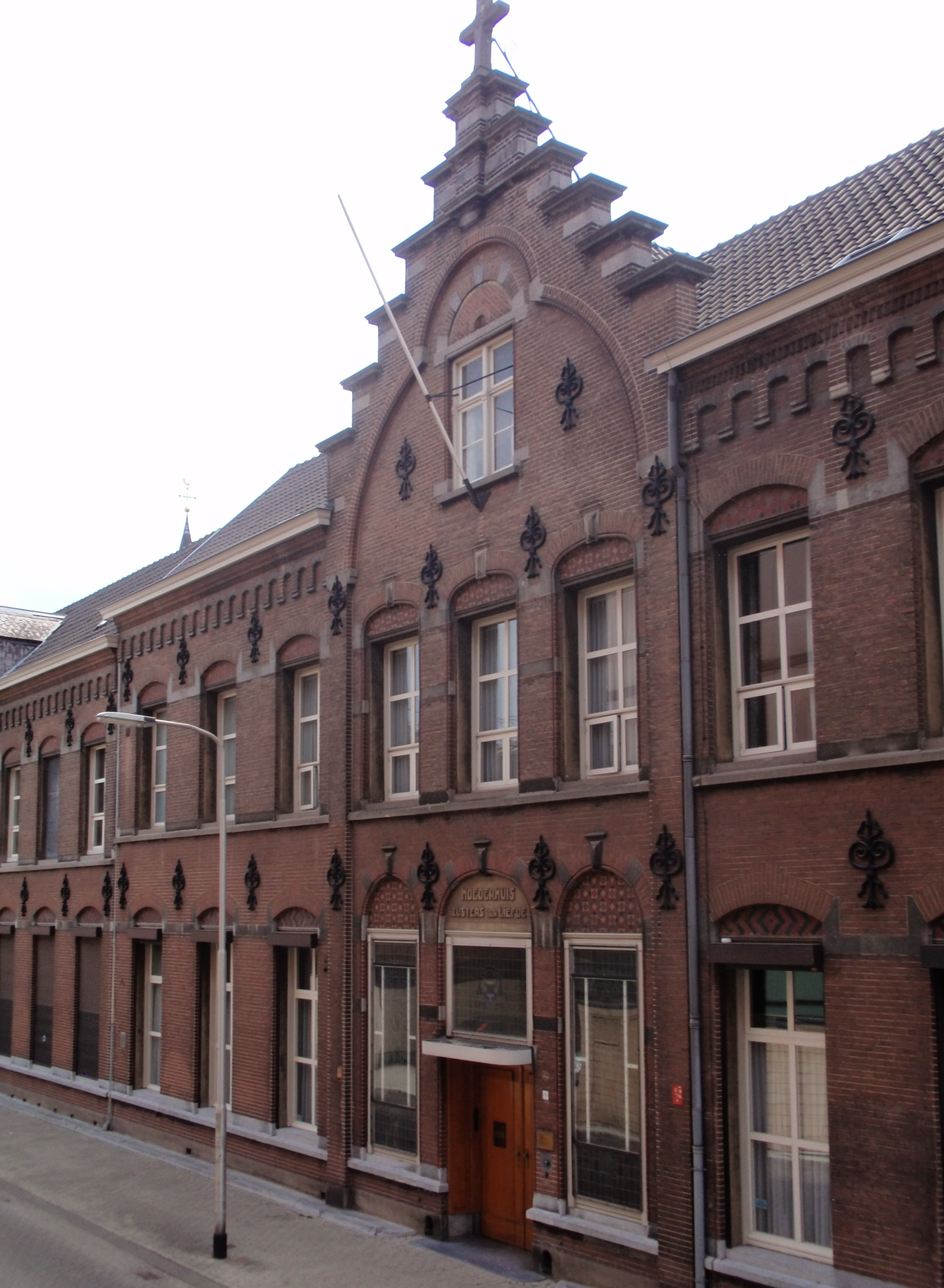
Zusters van Liefde in Tilburg
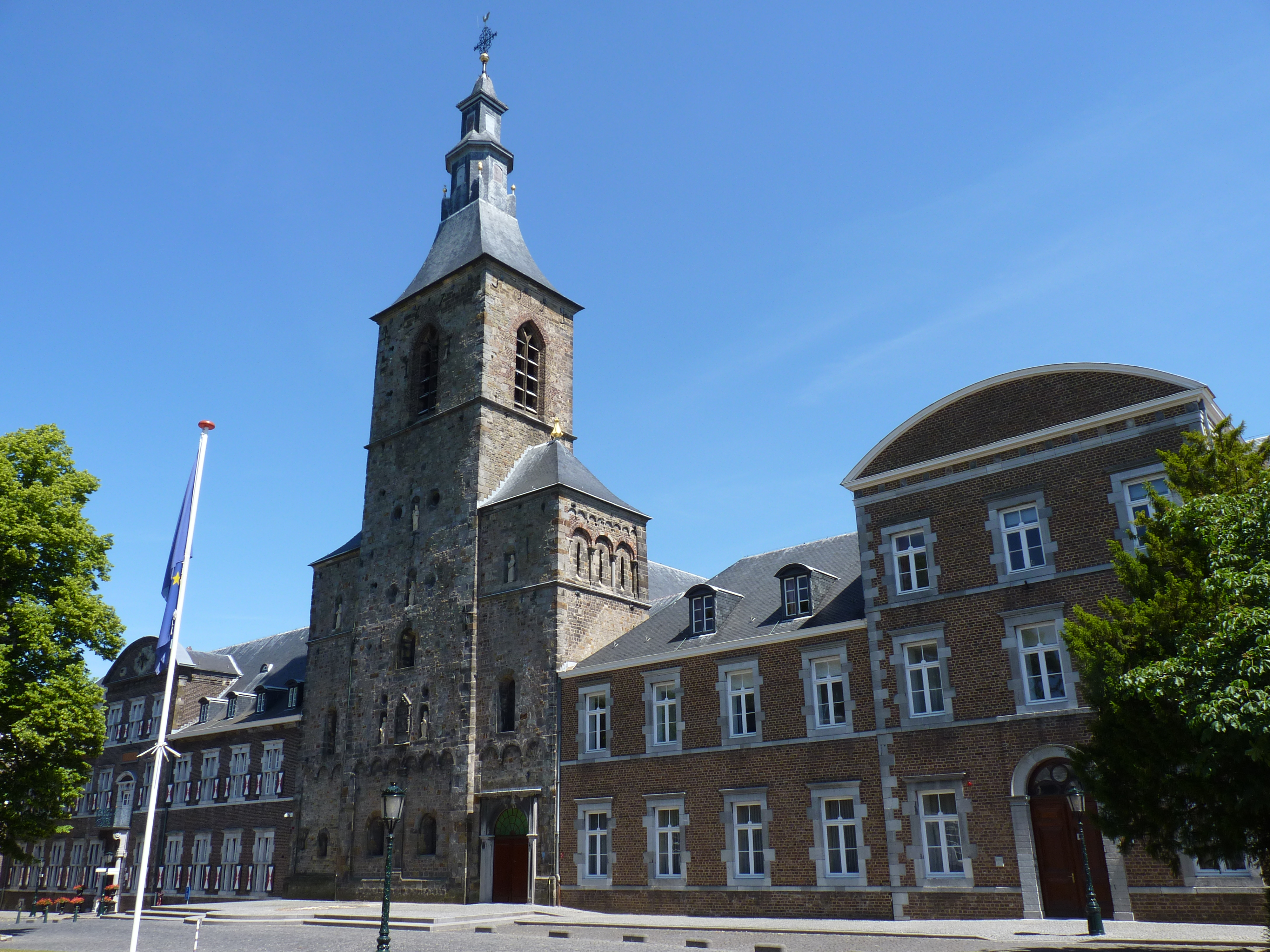
Abdij Rolduc in Kerkrade
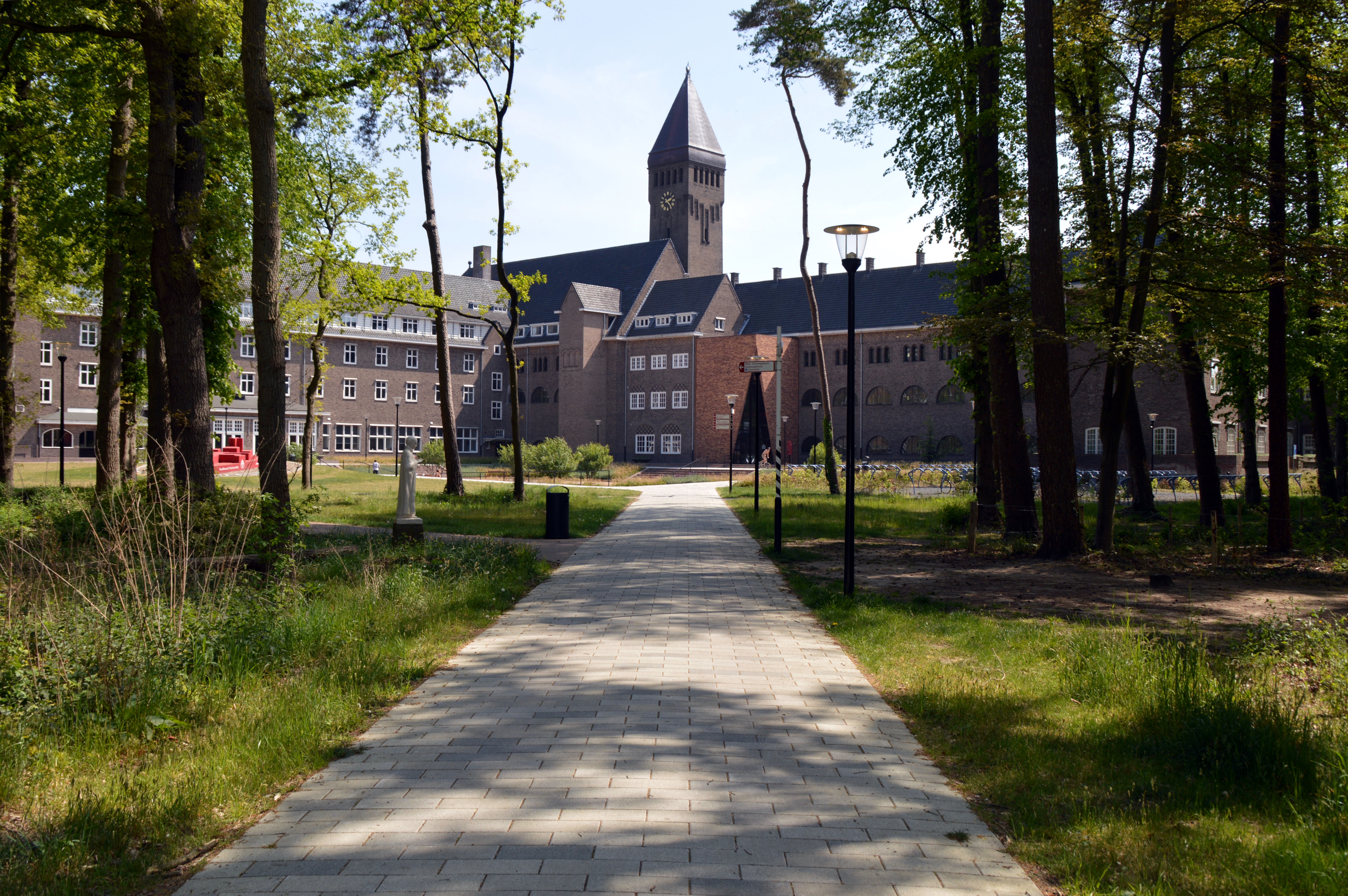
Klooster Berchmanianum Nijmegen
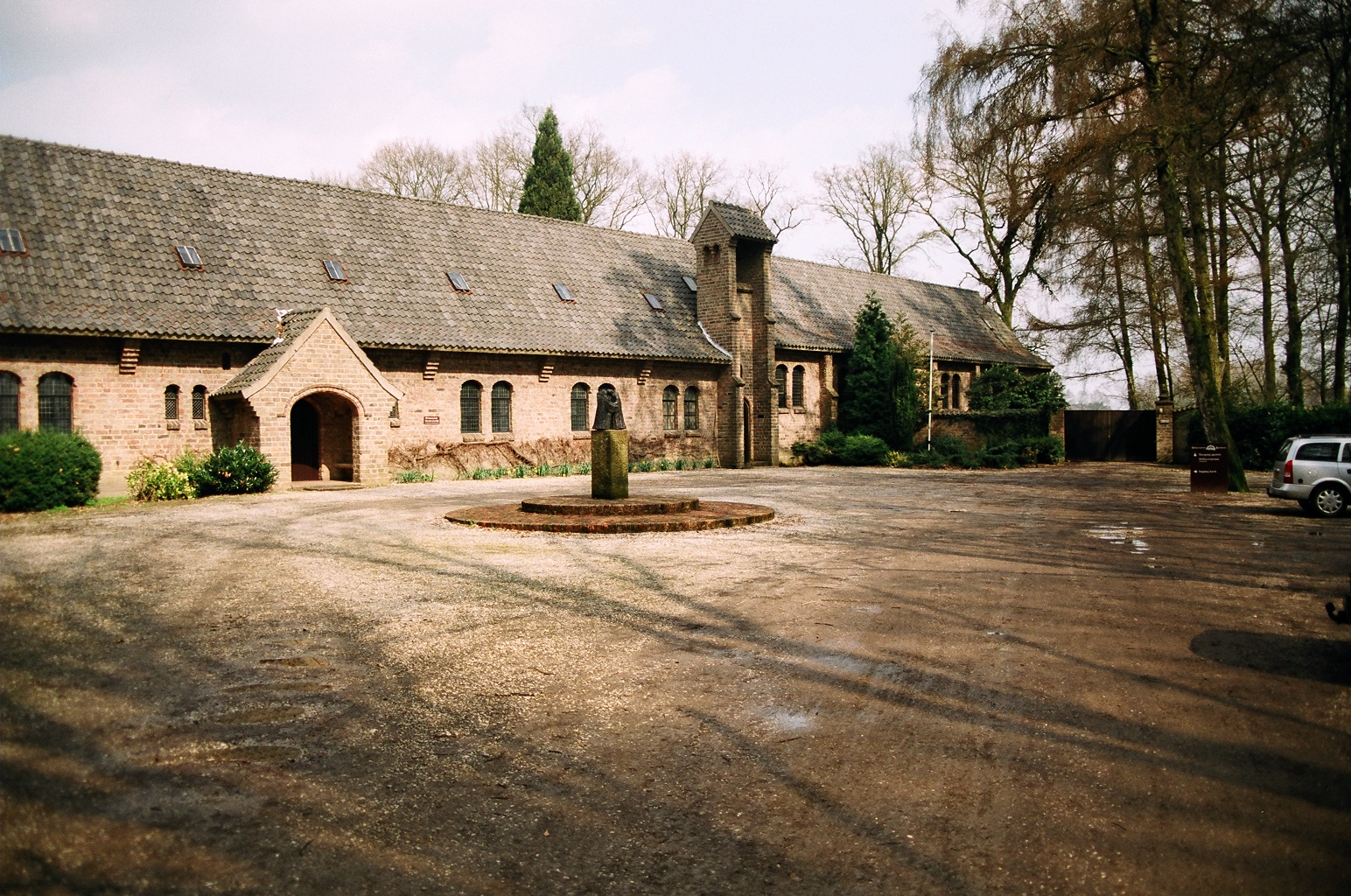
De Sint-Willibrordsabdij in Doetinchem
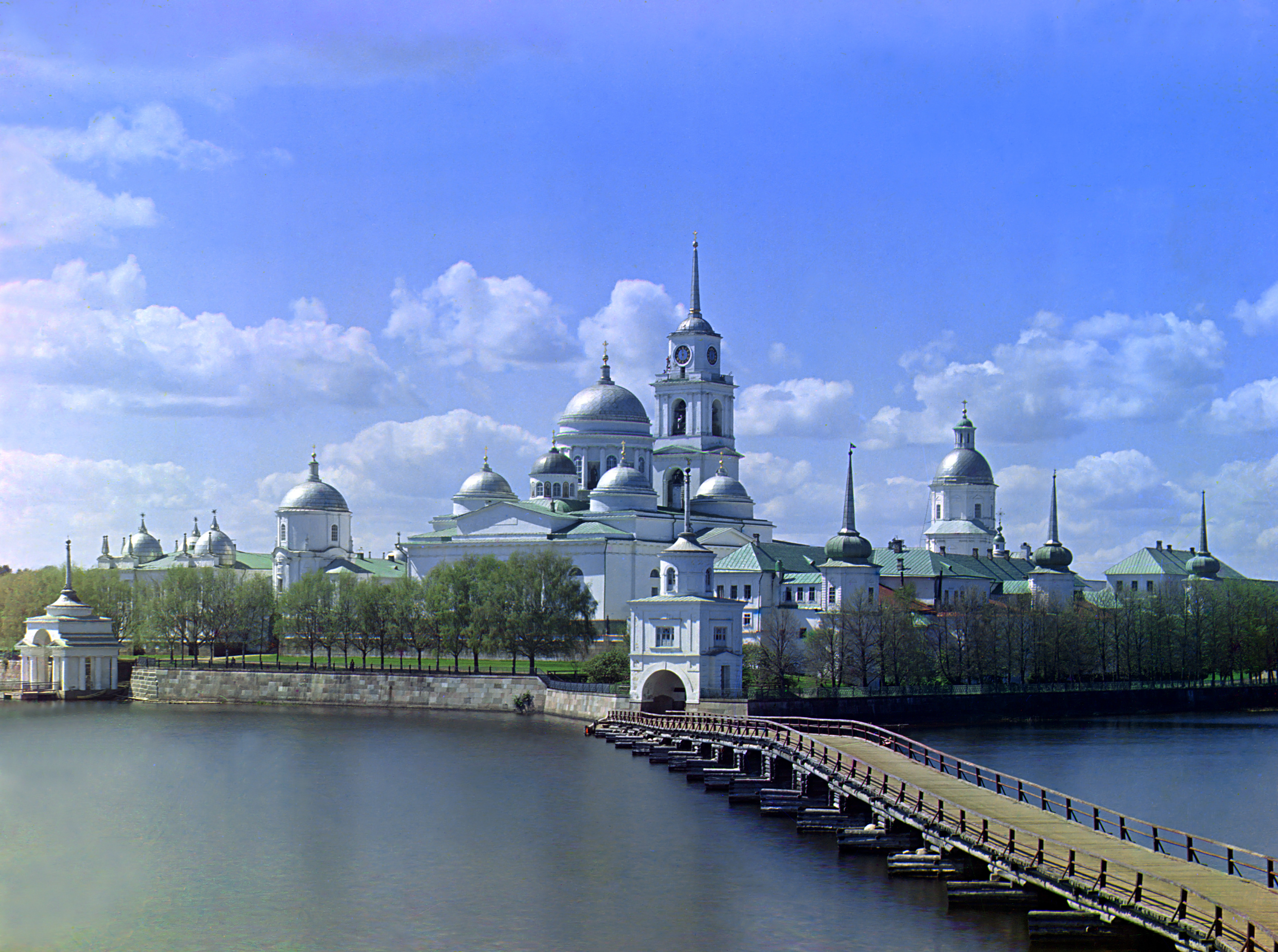
Klooster van Sint-Nilus op een eiland in het Seligermeer bij Ostasjkov in Rusland rond 1910 (foto: Sergej Prokoedin-Gorski)
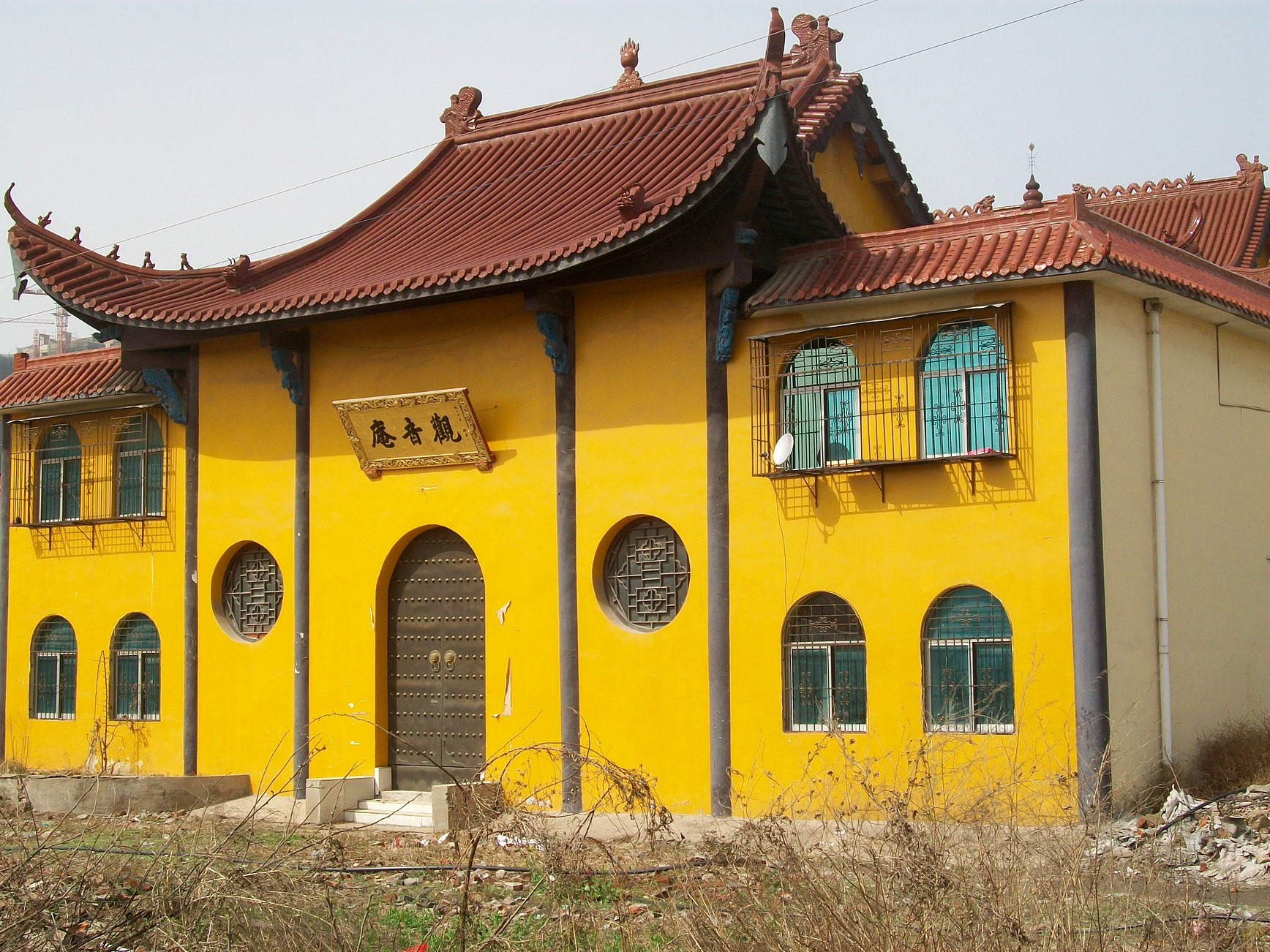
Guanyinnonnenklooster in China